# Chemik Police
Chemik Police (bis 1994 Komfort Police) ist ein polnischer Frauen-Volleyballverein aus Police, Woiwodschaft Westpommern, der in der Polnischen Frauen-Volleyball-Liga (Liga Siatkówki Kobiet) und in der Champions League spielt.

## Europapokal
Chemik Police spielte schon in den 1990er Jahren auf internationaler Ebene und wurde 1994 Dritter im Europapokal der Pokalsieger. 2014/15 spielte man in der Champions League, war Ausrichter des Final Four und wurde in diesem Vierter.